# Endoxazus minettii
Endoxazus minettii är en skalbaggsart som beskrevs av Franz Antoine 2009. Endoxazus minettii ingår i släktet Endoxazus och familjen Cetoniidae. Inga underarter finns listade i Catalogue of Life.